# Viktor Mlady
Viktor Mlady oder Viktor Mladý (* 1826 in Pětipsy; † 12. Juli 1907 in Cheb) war ein österreichischer und tschechischer Jurist und Politiker deutscher Nationalität, der in der zweiten Hälfte des 19. Jahrhunderts Mitglied des Tschechischen Landtags war.

## Biografie
In den 1860er Jahren engagierte sich Mlady in der Landes- und Bundespolitik. Bei den Provinzwahlen in Böhmen im Januar 1867 wurde er in der Kurie (Bezirk Vildštejn – Kynšperk – Hazlov) in den Böhmischen Landtag gewählt. Bei den Provinzialwahlen in Böhmen 1878 kehrte er in den Landtag zurück, nun für die Kurie der Großgrundbesitzer (nicht-souveräne Großgrundbesitzungen).
Politisch gehörte er der sogenannten Verfassungspartei (einer liberalen, zentralistischen Formation, die die föderalistischen Bestrebungen der nichtdeutschen Nationalitäten ablehnte) bzw. später deren adeligem Ableger, der konstitutionellen Großgrundbesitzpartei, an.
Er starb nach kurzer Krankheit im Juli 1907 in Cheb, wo er auch begraben wurde.